# 通戈德區
6°45′24″S 78°49′28″W / 6.7567°S 78.8245°W
通戈德區（西班牙語：Distrito de Tongod），是秘魯的一個區，位於該國北部卡哈馬卡大區的聖米格爾省，始建於1989年6月14日，面積163.9平方公里，海拔高度2,645米，2005年人口3,317，人口密度每平方公里20人。